# James Allan
James Allan, född den 21 september 1979, är sångare, låtskrivare och gitarrist i det skotska bandet Glasvegas. Han karaktäriseras av sin breda, skotska, dialekt samt att han ofta bär solglasögon.

## Uppväxt
Allan föddes i Dalmarnock i Glasgow och studerade vid St Mungo’s Academy. Hans kusin, Rab Allan, ingår även han som medlem i Glasvegas. Även James Allans mamma, Elizabeth Corrigan, har medverkat i Glasvegas, med sång i låten "Change" på deras tredje album Euphoric Heartbreak. Denise Allan, James syster, är också hon delaktig i bandet som assisterande manager.

## Musikkarriär
Allan bestämde sig under sina sena tonår för att skriva låtar och starta ett band. Efter flera års turnerande i Skottland gav Glasvegas ut fyra singlar och fick därefter ett skivkontrakt med bolaget Columbia (skivbolag). Allans låtar behandlar ofta sociala svårigheter och samhällsstrukturella problem. Ofta har låtarna ett personligt värde för honom. "Daddys Gone" handlar till exempel om hans frånvarande far och "Geraldine" om en hjälpsam socialarbetare. Från skivan som släpptes 2011, Euphoric Heartbreak, speglar låten "Change" hur Allan tog en överdos med en blandning av kokain och lugnande medel.
När Allan pratar om sina influenser nämner han ofta Elvis Presley, Phil Spector och sångaren Ian McCulloch, från Echo and the Bunnymen.

## Privatliv
Den 8 december 2009 meddelade bandmedlemmarna Rab Allan and Paul Donoghue att James Allan var försvunnen. Bandet skulle då närvara vid Mercury Music Prize. Det visade sig att Allan tagit en överdos. Efter incidenten har han meddelat att han slutat ta kokain, för sin mammas skull.
Allan är ett stort fan av det skotska fotbollslaget Celtic FC och har den svenske fotbollsspelaren Henrik Larsson som en av sina idoler. Han har själv spelat fotboll i bland annat Stirling Albion och Dumbarton FC, i den skotska tredjedivisionen.